# Geduldsspiel
Geduldsspiele, auch Knobelspiele, sind Spiele, meist für eine Person, bei denen eine Lösung zu einem Problem gefunden werden muss. Die Lösung soll durch Nachdenken, Ausdauer, manchmal auch Geschick gefunden werden.

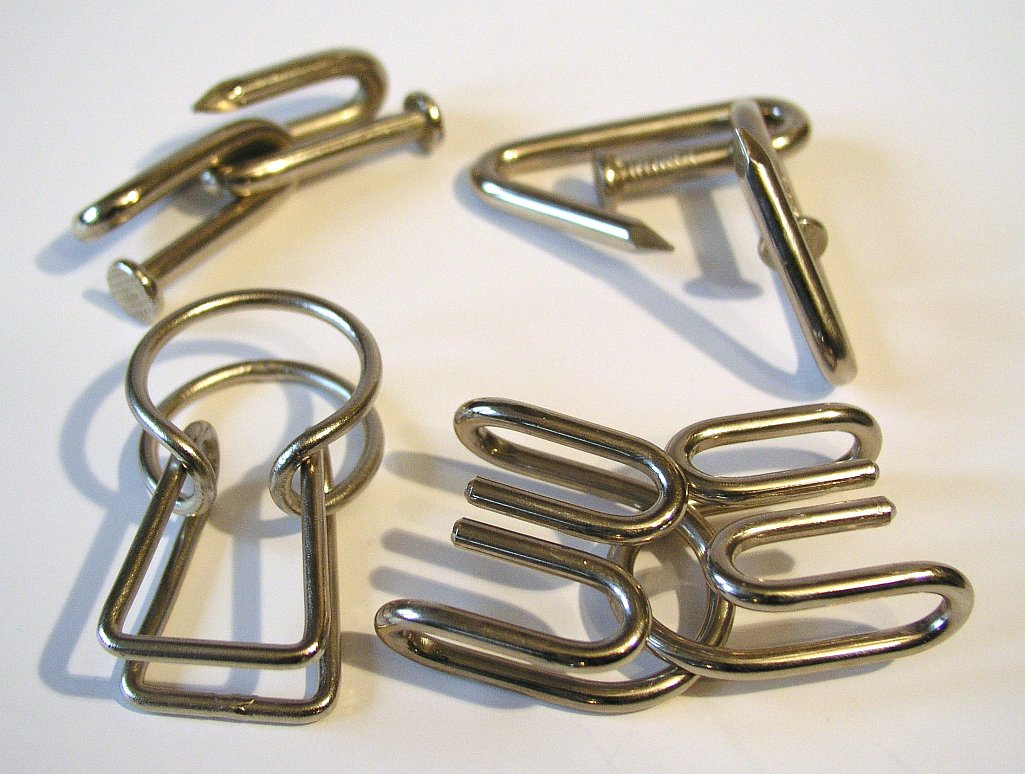
Vexiere gelten als klassische mechanische Geduldsspiele

## Geschichte
Knobelspiele sind so alt wie die klassischen Spiele auch. Bekannt sind die Geschichten vom Erfinder des Schachspiels, der sich als Dank vom indischen König etwas wünschen durfte und sich die Anzahl von Reiskörnern wünschte, die sich ergibt, wenn man auf ein Feld des Schachbrettes immer die doppelte Anzahl von Körnern legt wie auf das vorhergehende. Auch die Griechen hatten Knobelspiele: Das tangramähnliche Legespiel, der Stomachion, soll von Archimedes erfunden worden sein. Mit dem Ende des 19. Jahrhunderts fanden Geduldspiele allgemeine Verbreitung, als die Menschen genug Freizeit hatten, um sich mit Dingen zu beschäftigen, die nicht für den Lebensunterhalt notwendig sind.

## Kategorien
MathematikproblemeEs gibt eine schier unendliche Menge an mathematischen Geduldspielen. Dazu zählen beispielsweise chiffrierte Rechenaufgaben, bei denen die Zahlen durch andere Zeichen ersetzt wurden und herausgefunden werden müssen (HAHN + HUHN = EIER) oder auch Konstruktionsaufgaben und im Übrigen auch die Fehlersuche in scheinbar richtigen Beweisen, mit denen offensichtlich Falsches bewiesen wird,
25 − 15 − 10 = 15 − 9 − 6; Ausklammern der gemeinsamen Teiler ergibt:
5 × (5 − 3 − 2) = 3 × (5 − 3 − 2); Teilen durch den beidseits gleichen Klammerausdruck ergibt:
5 = 3; beachte: Klammerausdrücke in der zweiten Zeile = 0, beim Kürzen also unzulässige Division durch Null
Mechanische GeduldspieleDiese Kategorie umfasst alle Knobelspiele, die eine Handhabung des Spiels erfordern. Bekannte Vertreter sind der Zauberwürfel, das Tangram und Vexiere.
Programmier-PuzzlesSchreibe ein Programm, das bestimmte Aufgaben erfüllt, ein Programm, das sich selbst ausgibt. Alle Daten für das Programm müssen im Quelltext selbst enthalten sein.
ComputerspieleSeitdem Computer weit verbreitet sind, wurde eine große Zahl von Knobeleien in Computerspielform entwickelt. Berühmte Vertreter dieser Kategorie sind Sokoban, The Incredible Machine, Boulder Dash oder auch Pushover.
RätselProbleme in Textform, die meist ein Um-die-Ecke-Denken erfordern. Mitunter werden solche Probleme auch in Reimform gebracht: Loch an Loch und hält doch.
„Wer war es“Detektivgeschichten, bei denen der Leser die Möglichkeit hat, aus den in der Geschichte enthaltenen Informationen den Täter zu identifizieren. Die Auflösung erfolgt meist gegen Ende der Geschichte
WortspieleHierzu zählen Anagramme, dabei werden Buchstaben von Berufen zu Namen von Personen umgestellt, oder um Anderes zu verschlüsseln. Die Aufgabe besteht mitunter darin, das Original zu finden (a gentleman = elegant man)
SolitaireUmlege- und Umbauspiele mit verschiedenen Gegenständen; beispielsweise mit Karten oder auch als Brettspiel Peg-Solitär das im deutschen Sprachraum nur Solitär heißt. Hier müssen Spielsteine von Spielbrettern geräumt werden, indem sie sich gegenseitig überspringen.
PuzzlesDas Zusammenfügen von Bildern, die in mehrere Einzelteile zerlegt wurden.
LabyrintheWege in einem sich ständig verzweigenden und kreuzenden Wirrwarr finden
GeschicklichkeitsspieleKugeln oder andere Gegenstände müssen in bestimmte Positionen manövriert werden, indem man das Gefäß, in dem sie sich befinden, kippt.
KryptogrammeGeheime Nachrichten sind in sonderbaren Zeichen formuliert (siehe Sherlock Holmes – ‘The adventure of the dancing men’)
Diese Kategorisierung erhebt keinen Anspruch auf Vollständigkeit. Natürlich lassen sich viele Spiele nicht eindeutig einordnen. Logische Probleme sind beispielsweise oft auch in irgendeiner Art mathematisch. Wer-war-es-Geschichten benötigen zwar meist Allgemeinwissen, oft aber auch ein wenig Logik. Einheitlich ist aber, dass Glück beim Finden der Lösung nur eine relativ kleine Rolle spielt.